# Trofeo Baracchi 1974
Il Trofeo Baracchi 1974,  venticinquesima edizione della corsa, si svolse il 27 ottobre 1973, da Bergamo a Brescia, su un percorso di 108,9 km. La vittoria fu conquistata dalla coppia Francesco Moser e Roy Schuiten, che completarono il percorso in 2h15'33", precedendo Gösta Pettersson e Martìn Emilio Rodriguez, che si aggiudicarono il secondo posto, ed Eddy Merckx e Roger De Vlaeminck, che salirono sul terzo gradino del podio.
I corridori che presero il via in questa edizione della corsa erano 10, suddivisi in 5 coppie. 

## Ordine d'arrivo (Top 10)
| Pos. | Corridore                                | Tempo    |
| ---- | ---------------------------------------- | -------- |
| 1    | Francesco Moser Roy Schuiten             | 2h15'33" |
| 2    | Gösta Pettersson Martìn Emilio Rodriguez | a 0'05"  |
| 3    | Eddy Merckx Roger De Vlaeminck           | a 1'55"  |